# طيف التوحد
طيف التوحد (بالإنجليزية: Autism spectrum) أو الطيف التوحدي (بالإنجليزية: autistic spectrum) هو مجموعة من الحالات التي تصنف بأنها أمراض نماء عصبي بحسب الطبعة الخامسة (DSM-5) من الدليل التشخيصي والإحصائي للاضطرابات النفسية الذي تصدره الجمعية الأمريكية للأطباء النفسيين.
صدرت الطبعة الخامسة والتي صدرت عام 2013 أعادت تعريف طيف التوحد لتشمل الطبعة السابقة من الدليل (DSM-IV-TR (2000)) في تشخيص التوحد ومتلازمة أسبرجر واضطراب المهارات العامة غير المحددة[بحاجة لمصدر] واضطراب الطفولة التحللية.
يُظهر الأفراد الذين يعانون من اضطراب طيف التوحد من نوعين من الأعراض: مشاكل في التواصل والتفاعل الاجتماعي، وأنماط السلوك أو الأنشطة المتكررة؛ عادة ما يتم التعرف على الأعراض بين سنة وسنتين من العمر. قد تشمل المشكلات طويلة المدى صعوبات في إنشاء العلاقات والحفاظ عليها، والبقاء على وظيفة، وتنفيذ المهام اليومية.
تختلف جهود العلاج بشكل عام حسب الحالة الفردية للشخص، ويمكن استخدام الأدوية لمحاولة المساعدة في تحسين بعض المشاكل المرتبطة بها. يُقدر تأثير طيف التوحد حوالي 1% من الناس، وغالبًا مايتم تشخيص الذكور أكثر من الإناث.

## التصنيف

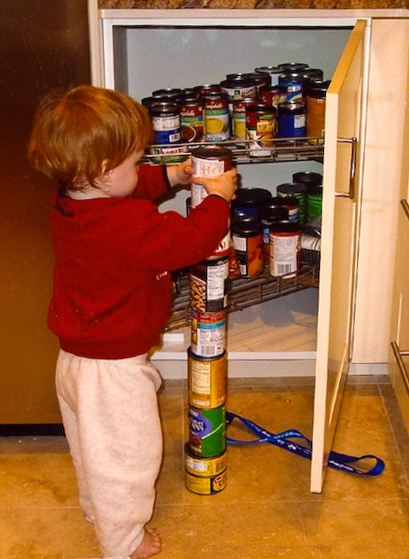
صبي وعمره 18 شهرًا يعاني من مرض طيف التوحد كما يلاحظ بهوسه براص العلب بشكل متكرر

متلازمة أسبرجر هي الأقرب إلى التوحد في العلامات والأسباب المحتملة؛ على عكس اضطراب التوحد، لا يعاني الأشخاص المصابون بمتلازمة أسبرجر من تأخر كبير في تعلم اللغة، وذلك وفقًا لمعايير «الدليل التشخيصي والإحصائي للاضطرابات العقلية، الطبعة الرابعة» القديمة. يتم تشخيص الاضطرابات النمائية الشاملة غير المحددة عندما لا يتم استيفاء المعايير لاضطراب أكثر تحديدًا؛ وتشمل بعض المصادر أيضًا متلازمة ريت، واضطراب الطفولة التحللية والتي تشترك في العديد من علامات التوحد ولكن أسبابها قد تكون غير متصلة.

## الصفات
في إطار «الدليل التشخيصي والإحصائي للاضطرابات النفسية، الطبعة الخامسة»، يتميز التوحد بالعجز المستمر في التواصل الاجتماعي والتفاعل عبر سياقات متعددة، فضلًا عن أنماط السلوك أو الاهتمامات أو الأنشطة المقيدة المتكررة، وتتواجد حالات العجز هذه في مرحلة الطفولة المبكرة وتؤدي إلى ضعف وظيفي مهم. هناك أيضًا نوعًا من التوحد يسمى «متلازمة الموهوب»، حيث يستطيع الطفل عرض مهاراته المتميزة في الموسيقى والفن والأرقام بدون تدريب. لا تعتبر السلوكيات المؤذية للنفس صفة أساسية للمصابين بطيف التوحد، ولكن تقريبًا 50% من الذين يعانون من اضطراب طيف التوحد يشاركون في نوع من السلوكيات المؤذية للنفس (ضجيج الرأس، والعض الذاتي) ويكونون عرضة للخطر أكثر من المجموعات الأخرى من ذوي الإعاقات النمائية.
تتميز متلازمة أسبرجر عن التوحد -طبقًا للدليل التشخيصي والإحصائي للاضطرابات النفسية- بعدم التأخير في تطور اللغة، كما لم يكن لدى الأفراد الذين تم تشخيصهم بمتلازمة أسبرجر تأخر إدراكي كبير.
أزال الدليل التشخيصي والإحصائى للاضطرابات النفسية (النسخة الخامسة) التشخيصات الأربعة المنفصلة: متلازمة أسبرجر، اضطراب النمو الشامل غير المحدد، واضطراب الطفولة المتلازمة، واضطراب التوحد ودمجهم تحت تشخيص اضطراب طيف التوحد.

## مسار النمو
يُعتقد أن اضطرابات طيف التوحد تتبع دورتين تنمويتنن محتملتين، كما أن معظم الآباء قد ذكروا أن بداية الأعراض ظهرت خلال السنة الأولى من العمر. تشمل دورة النمو الأولى لطيف التوحد بعض العلامات المبكرة مثل انخفاض النظر في الوجوه، وعدم الالتفات عند مناداة الاسم، وعدم إظهار الاهتمام عن طريق الإظهار أو الإشارة.
تتصف دورة النمو الثانية بالتطور الطبيعي أو شبه الطبيعي يليها فقدان المهارات أو انحدارها في أول سنتين أو أول ثلاثة سنوات. قد يحدث هذا الانحدار في مجموعة متنوعة من المجالات مثل مهارات التواصل، والاجتماعية، والمعرفية، والمساعدة الذاتية، ولكن أكثر الانحدار شيوعًا هو فقدان اللغة.
لا يزال هناك جدل حول النتائج التفاضلية على أساس هاتين الدورتين التنمويتين حيث تشير بعض الدراسات إلى أن الانحدار في المهارات يرتبط بنتائج أقل، والبعض الآخر يشير إلى عدم وجود فروق بين هؤلاء الذين يعانون من بداية تدريجية مبكرة وأولئك الذين يعانون من فترة الانحدار. في حين أن هناك أدلة متضاربة حول النتائج اللغوية في اضطراب طيف التوحد، فقد أظهرت بعض الدراسات أن القدرات المعرفية واللغوية في سن 2.5 قد تساعد في التنبؤ بالكفاءة والإنتاج اللغوي بعد سن 5 سنوات.

### المهارات الاجتماعية
المهارات الاجتماعية تمثل أكبر التحديات للأفراد الذين يعانون من التوحد. وهذا يؤدي إلى مشاكل في الصداقات، والعلاقات الرومانسية، والحياة اليومية، والنجاح المهني. تسمى هذه الصعوبات في عملية التفكير بـ «نظرية العقل» أو العمى الذهني الذي يترجم أن العقل يواجه صعوبة في عملية التفكير بالإضافة إلى إدراكه لما يدور حوله.

### مهارات التواصل
يتصف عجز التواصل عمومًا بضعف الاهتمام المشترك، وضعف المعاملة الاجتماعية، والتحديات مع إشارات اللغة اللفظية، وضعف مهارات التواصل غير اللفظية مثل عدم الاتصال بالعين والايماءات ذات المغزى وتعبيرات الوجه. يطور العديد من الأطفال المصابون باضطراب طيف التوحد مهاراتهم اللغوية على وتيرة متفاوتة فيكتسبون بسهولة بعض جوانب التواصل، بينما لا يتمكنون أبدًا من تطوير الجوانب الأخرى.
قد لا ينتبهون إلى لغة الجسد والدلالات الاجتماعية مثل الاتصال بالعين وتعابير الوجه في حالة ما إذا كانوا يقدمون معلومات أكثر من قدرة الشخص الذين يتحدثون إليه على الاستيعاب. وبالمثل، يواجهون صعوبة في التعرف على التعبيرات مثل المشاعر وتحديد ما تعنيه المشاعر المختلفة في المحادثة وصعوبة أيضا في فهم سياق و  للمواقف المكتوبة أو المنطوقة وفي تكوين استنتاجات نهائية حول المحتوى.يؤدي هذا أيضاً إلى نقص الوعي الاجتماعي والتعبيرات اللغوية غير النمطية.
ومن الشائع بين الأطفال المصابين باضطراب طيف التوحد أنهم يتواصلون بالتحدث عن إحدى اهتماماتهم القوية في مواضيع محددة في حوار أحادي حول اهتماماتهم بدلاً من التواصل مع أي شخص يتحدثون إليه. والسلوكيات التي تبدو للآخرين أنها حب للذات أو لامبالاة تنتج عن صعوبة في الإدراك أو تذكر أن الأشخاص الآخرين لديهم شخصيات ووجهات نظر واهتمامات مختلفة. القدرة على التركيز في موضوع واحد أثناء التواصل يعرف بـ «الانتحاء الأحادي» ويمكن مقارنته بـ«وجهة النظر ضيقة الأفق» في عقول هؤلاء الأشخاص المصابون باضطراب طيف التوحد. غالباً ما يميز الأشخاص المصابون باضطراب طيف التوحد التعبيرات اللغوية بالعبارات المتكررة والجامدة، ففي أغلب الأحيان يكرر الأطفال المصابون باضطراب طيف التوحد كلمات وأرقام وعبارات معينة لا صلة لها بموضوع المحادثة أثناء التفاعل. يمكن أيضاً أن يظهروا حالة تسمى «لفظ صدوي» يجيبون فيها عن السؤال بتكراره بدلاً من الإجابة عنه. في كل الأحوال هذا التكرار قد يكون شكلاً من أشكال التواصل المجدي، طريقة يحاول بها الأشخاص المصابون باضطراب طيف التوحد التعبير نعدم وجود فهم الكامل أو معرفة  بإجابة السؤال المطروح.

## الأسباب
في حين أن الأسباب المحددة لاضطرابات طيف التوحد لم يتم العثور عليها بعد، إلا أن العديد من عوامل الخطر التي عُرفت في الأدبيات البحثية قد تساهم في نموها. تشمل عوامل الخطر هذه العوامل الوراثية، والعوامل السابقة للولادة، والفترة المحيطة بالولادة، والعوامل البيئية.

### العوامل الوراثية
اعتبارًا من 2018، تحول مفهوم عوامل الخطر الوراثية من التركيز على بعض الآليات إلى مفهوم أن هناك انتشار للعوامل الوراثية في اضطراب طيف التوحد، وذلك اعتمادًا على عدد كبير من المتغيرات بعضها شائع وله تأثير صغير، وبعضها نادر وله تأثير كبير.

### عوامل ما قبل وأثناء الولادة
تم الإبلاغ عن العديد من المضاعفات أثناء الولادة وما قبل الولادة كعوامل خطر محتملة لمرض التوحد. تشمل عوامل الخطر هذه داء سكري الحمل الأمومي، وعمر الأم والأب فوق سن الثلاثين، والنزيف بعد الأشهر الثلاثة الأولى، واستخدام الأدوية الموصوفة -مثل حمض الفالبرويك- أثناء الحمل، والعقي في السائل الأمينوسي. في حين أن البحوث ليست قاطعة بشأن علاقة هذه العوامل بالتوحد، فقد تم تحديد كل من هذه العوامل بشكل أكثر تكرارًا لدى الأطفال المصابين بالتوحد مقارنة مع أشقائهم غير المصابين؛ وبما أنه من غير الواضح ما إذا كانت أي من العوامل الفردية خلال مرحلة ما قبل الولادة تؤثر على خطر التوحد، قد يكون هناك خطر للمضاعفات أثناء الحمل.
تم افتراض أن انخفاض مستوى فيتامين د أثناء الفترات الأولى من النمو يعتبر عامل خطر للإصابة بطيف التوحد.

### جدل اللقاح
ربما كان الادعاء الأكثر إثارة للجدل فيما يتعلق بمرض التوحد هو «جدل اللقاح». هذا التخمين -الناجم عن حالة من سوء السلوك العلمي- اقترح أن التوحد ناتج عن تلف في الدماغ ناتج إما عن (1)لقاح الحصبة والنكاف والحصبة الألمانية نفسه، أو عن طريق (2)ثيميروسال، وهو مادة حافظة للقاح. لا يوجد دليل علمي مقنع يدعم هذه المزاعم، ولا تزال الأدلة الأخرى تدحضها بما في ذلك ملاحظة أن معدل التوحد يستمر في الصعود على الرغم من القضاء على ثيميروسال من اللقاحات الروتينية للأطفال.
خلصت أحد التحليلات التلوية لعام 2014 بعد فحصها لعشر دراسات رئيسية حول التوحد واللقاحات التي تضم 1.25 مليون طفل حول العالم إلى أن لا لقاح الحصبة والنكاف والحصبة الألمانية الذي لا يحتوي على ثيميروسال، ولا مكونات لقاح التيميروسال نفسه يؤدي إلى الإصابة باضطراب طيف التوحد.

## الفيزيولوجيا المرضية
بشكل عام، تدعم دراسات التشريح العصبي المفهوم القائل بأن التوحد قد ينطوي على مزيج من تضخم الدماغ في بعض المناطق وتقلصه في مناطق أخرى. تشير هذه الدراسات إلى أن التوحد قد يكون ناجمًا عن النمو العصبي غير الطبيعي خلال المراحل المبكرة من نمو الدماغ قبل الولادة وبعدها، مما يترك بعض مناطق الدماغ تحتوي على عدد كبير جدًا من الخلايا العصبية ومناطق أخرى بها عدد قليل جدًا من الخلايا العصبية. أفادت بعض الأبحاث عن تضخم شامل للدماغ في الأفراد المصابين بالتوحد، بينما أشار البعض الآخر إلى وجود خلل في عدة مناطق من الدماغ بما في ذلك الفص الأمامي، والخلايا العصبية المرآتية، والنظام الحوفي، والفص الصدغي، والجسم الثفني.
في دراسات التصوير العصبي الوظيفية، عند أداء نظرية العقل ومفهوم العواطف في الوجه، فإن الشخص الوسيط في طيف التوحد يُظهر تنشيطًا أقل في القشر الحسية الجسدية الأولية والثانوية في المخ من العضو الوسيط في مجموعات التجارب المقارنة. تتزامن هذه النتيجة مع تقارير توضح الأنماط غير الطبيعية للسمك القشري وحجم المادة الرمادية في تلك المناطق من أدمغة الأشخاص المصابين بالتوحد.

### الخلايا العصبية المرآتية
يتكون نظام العصبونات المرآتية من شبكة المناطق في الدماغ المرتبطة بعمليات التعاطف لدى البشر. تم التعرف على نظام العصبونات المرآتية عند البشر في التلفيف الجبهي السفلي والفصيص الجداري السفلي، ويُعتقد أنه يتم تنشيطه أثناء محاكاة أو مراقبة السلوك. العلاقة بين ضعف الخلايا العصبية المرآتية والتوحد هي علاقة مترددة، ويبقى أن نرى كيف يمكن أن ترتبط العصبونات المرآتية بالعديد من الخصائص الهامة لمرض التوحد.

### خلل الميتوكوندريا
تم اقتراح أن اضطراب طيف التوحد يمكن ربطه بمرض الميتوكوندريا، وهو خلل خلوي خلوي أساسي مع إمكانية حدوث اضطرابات في مجموعة واسعة من أنظمة الجسم.
أظهرت دراسة حديثة للتحليل التلوي بالإضافة إلى دراسات سكانية أخرى أن ما يقرب من 5% من الأطفال المصابين بالتوحد يستوفون المعايير لمرض الميتوكوندريا التقليدي. من غير الواضح لماذا يحدث مرض الميتوكوندريا باعتتبار أن 23% فقط من الأطفال المصابين بكل من اضطراب طيف التوحد ومرض الميتوكوندريا يعانون من تشوهات الحمض النووي للميتوكوندريا.

### السيروتونين
تم الافتراض بأن زيادة نشاط السيروتونين في الدماغ أثناء نموه قد يسهل بداية اضطراب طيف التوحد، وذلك مع وجود الارتباط المتواجد في ست من ثماني دراسات بين استخدام مثبطات استرداد السيروتونين الانتقائية من قبل الأم الحامل والإصابة باضطراب طيف التوحد بالنسبة للطفل الذي يتعرض لهذه المثبطات في بيئة ما قبل الولادة. لم تستطيع الدراسة بشكل قاطع إثبات أن مثبطات استرداد السيروتونين الانتقائية تسببت في زيادة خطر الإصابة باضطراب طيف التوحد بسبب التحيز الموجود في تلك الدراسات.

## التشخيص

### التقييم القائم على الأدلة
يمكن اكتشاف اضطراب طيف التوحد مبكرًا عند سن 18 شهرًا أو أصغر من ذلك في بعض الحالات، ويمكن عادة إجراء تشخيص فعال في عمر السنتين. تشكل التعبيرات المتنوعة لأعراض اضطراب طيف التوحد تحديات تشخيصية للأطباء، فقد يظهر الأفراد المصابون باضطراب طيف التوحد في أوقات مختلفة من النمو، وقد تختلف الأعراض طوال مسار النمو. علاوة على ذلك، يجب على الأطباء التفريق بين اضطرابات النمو المنتشرة وأن يفكروا أيضًا في حالات مشابهة بما في ذلك التخلف العقلي غير المرتبط بالاضطراب النمائي المنتشر، والاضطرابات الغوية المحددة، والقلق، واضطرابات نفسية.
نظرًا للتحديات الفريدة في تشخيص اضطراب طيف التوحد، فقد تم نشر معايير محددة لتقييم هذا الاضطراب من قِبل الأكاديمية الأمريكية لعلم الأعصاب، والأكاديمية الأمريكية للطب النفسي للأطفال والمراهقين، وهيئة إجماع مع تمثيل من مختلف الجمعيات المهنية.

### المراضة المشتركة
يميل اضطراب طيف التوحد إلى أن يكون له خواص مشتركة مع اضطرابات أخرى، وقد تزيد المراضية المشتركة مع التقدم في السن، وتزيد من تفاقم مسار الشباب المصابين باضطراب طيف التوحد مما يجعل التدخل والعلاج أكثر صعوبة. قد يمثل التمييز بين اضطراب طيف التوحد والتشخيصات الأخرى تحديًا كبيرًا لأن سمات اضطراب طيف التوحد تتداخل في الغالب مع الاضطرابات الأخرى، كما أن خواص اضطراب طيف التوحد تجعل إجراءات التشخيص التقليدية صعبة.
الحالة الطبية الأكثر شيوعًا التي تحدث لدى الأفراد المصابين باضطرابات طيف التوحد هي اضطراب التشنج أو الصرع، والذي يحدث في 11-39% من الأفراد المصابين بالتوحد. يحدث أيضًا التصلب الحدبي، وهو حالة طبية تنمو فيها الأورام غير الخبيثة في الدماغ وعلى الأعضاء الحيوية الأخرى ويحدث في 1-4% من الأفراد المصابين بالتوحد. عجز التعلم أيضًا يعتبر مراضة مشتركة في الافراد الذين يعانون من اضطرابات طيف التوحد، حيث أن 25-75% من الأفراد المصابين بطيف التوحد لديهم درجة من عجز التعلم.
```
تميل اضطرابات القلق المختلفة إلى أن تحدث مع اضطراب طيف التوحد، مع 
مراضة مشتركة
 تتراوح من 7-84%.
[
59
]
 كما تتراوح أيضًا معدلات الاكتئاب المراضة المشتركة لدى الأفراد المصابين باضطراب طيف التوحد بين 4-58%.
[
60
]
```

الإعاقات الذهنية هي إحدى الاضطرابات المراضة المشتركة الأكثر شيوعًا مع اضطراب طيف التوحد، حيث تشير التقديرات إلى أن 40-69% من الأفراد المصابين بالتوحد لديهم درجة من الإعاقة الذهنية. يوجد أيضًا العديد من المتلازمات الوراثية المسببة للإعاقة الذهنية مثل: متلازمة الكروموسوم إكس الهش، ومتلازمة داون، ومتلازمة ويليام، ومتلازمة أنجلمان، ومتلازمة برادر-فيلي. العلاقة بين اضطراب طيف التوحد والفصام تبدو موضوعًا مثيرًا للجدل وتخضع للتحقيق المستمر، وقد درست التحليلات التلوية الأخيرة عوامل الخطر الوراثية والبيئية والمعدية التي يمكن تقاسمها بين الحالتين.
غالبًا ما يكون العجز الموجود في اضطراب طيف التوحد مرتبطًا بمشاكل السلوك مثل الصعوبات التالية للاتجاهات، وكونه تعاونيًا، ويقوم بأشياء على شروط الآخرين. كما يمكن أن تكون الأعراض المشابهة لاضطراب نقص الانتباه مع فرط النشاط جزءًا من تشخيص اضطراب طيف التوحد.
اضطراب التكامل الحسي أيضًا يعتبر مراضة مشتركة مع اضطراب طيف التوحد بمعدل 42-88%.

## العلاج
لا يوجد علاج معروف لمرض التوحد، على الرغم من أن المصابين متلازمة أسبرجر يعانون من أعراض أقل مع مرور الوقت. الأهداف الرئيسية للعلاج هي التقليل من العجز المصاحب للمرض وزيادة جودة الحياة والاستقلالية الوظيفية؛ وبشكل عام، ترتبط معدلات الذكاء المرتفعة بزيادة الاستجابة للعلاج وتحسين نتائج العلاج. يتبنى الكثيرون منهجًا نفسيًا تربويًا لتعزيز المهارات المعرفية والتواصلية والاجتماعية مع تقليل السلوكيات المرتبطة بالمشكلات إلى الحد الأدنى، وقد قيل أنه لا يوجد علاج واحد هو الأفضل ويتم تكييف العلاج عادة لاحتياجات الطفل.
يمكن أن تساعد برامج التعليم الخاصة المكثفة والمستمرة والعلاج السلوكي في بداية العمر الأطفال على اكتساب الرعاية الذاتية والاجتماعية والمهارات الوظيفية؛ وتشمل الأساليب المتاحة تحليل السلوك التطبيقي، ونماذج التطوير، والتدريس المنظم، وعلاج المهارات الاجتماعية، والعلاج الوظيفي. من بين هذه الأساليب، تعالج التدخلات سمات التوحد بشكل شامل، أو تركز العلاج على مجال معين من العجز. بشكل عام، عند تعليم من يعانون من مرض التوحد يمكن استخدام تكتيكات محددة لنقل المعلومات بشكل فعال لهؤلاء الأفراد؛ كما أن استخدام أكبر قدر ممكن من التفاعل الاجتماعي هو المفتاح في استهداف تثبيط تجربة الأفراد التوحديين فيما يتعلق بالاتصال بين شخص وآخر.

## علم الأوبئة
تشير أحدث تقديرات مركز الولايات المتحدة لمكافحة الأمراض إلى أن 1 من كل 68 طفلًا، أو 14.7 لكل 1000 طفل لديهم شكل من أشكال طيف التوحد اعتبارًا من عام 2010. قد قدر معدل انتشار التوحد بمعدل 1-2 لكل 1000 طفل، ومتلازمة أسبرجر بنحو 0.6 لكل 1000 طفل، واضطراب تفكك الطفولة نحو 0.02 لكل 1000، والاضطرابات النمائية الشاملة غير المحددة بمعدل 3.7 لكل 1000 طفل. هذه المعدلات متناسقة عبر الثقافات والمجموعات العرقية، حيث يعتبر التوحد اضطرابًا عالميًا.
في حين أن معدلات اضطرابات طيف التوحد ثابتة عبر الثقافات، إلا أنها تختلف اختلافاً كبيراً حسب الجنس حيث يتأثر الأولاد أكثر من الفتيات بمعدل 4.2 : 1، أي ما يعادل 1 من كل 70 طفل من الذكور، ولكن طفلة واحدة فقط من بين 315 من الإناث. قد تكون الاختلافات في الانتشار نتيجة للاختلافات بين الجنسين في التعبير عن الأعراض السريرية، حيث تظهر الإناث المصابات بالتوحد سلوكيات غير نمطية أقل وبالتالي، أقل احتمالا لتلقي تشخيص اضطراب طيف التوحد.

## التاريخ
كان هناك جدالات مختلفة حول مسبباب اضطراب طيف التوحد؛ وفي خمسينات القرن العشرين ظهرت «نظرية الأم الباردة» كتفسير لمرض التوحد. كانت تلك الفرضية مبنية على فكرة أن السلوكيات التوحدية تنبع من البرود العاطفي، ونقص الدفء، ورفض سلوك والدة الطفل. وبطبيعة الحال، فإن آباء الأطفال الذين يعانون من اضطراب طيف التوحد يعانون من اللوم والشعور بالذنب والشك في النفس، خاصة وأن النظرية احتضنت من قبل المؤسسة الطبية وذهبت دون تحدي كبير في منتصف الستينات. منذ ذلك الحين استمر رفض نظرية «الأم الباردة» في الأدبيات العلمية، بما في ذلك المراجعة المنهجية لعام 2015 التي أظهرت عدم وجود علاقة بين تفاعل مقدمي الرعاية والنتائج اللغوية في اضطراب طيف التوحد.

## التوظيف
ما يقارب نصف عدد الأشخاص الذين يعانون من مرض التوحد عاطلين عن العمل وثلث هؤلاء من خريجي الجامعات قد يكونوا عاطلين عن العمل أيضاً. معظم من يجد عمل من الأشخاص الذين يعانون من اضطراب طيف التوحد يعملون في الملاجئ ويتلقون أجوراً أقل من الحد الأدنى الوطني للأجور. وفي حين يعرب أصحاب العمل عن مخاوف التوظيف فيما يخص الإنتاجية والإشراف، يقدم أصحاب العمل ذو الخبرة من الأشخاص الذين يعانون من التوحد تقارير إيجابية لتمتع الموظفون من الأشخاص الذين يعانون من مرض التوحد بذاكرة فوق المتوسطة وإلمام بالتفاصيل واحترام بالغ للقواعد والإجراءات. يرجع السبب الأكبر للعبء الأقتصادي لمرض التوحد إلى ضياع الإنتاجية في سوق العمل. ووجدت بعض الدرسات أيضاً أن أحد الأسباب هو تناقص دخل الأباء الذين يعتنون بأطفال يعانون من مرض التوحد. وقد تساعد إضافة محتوى ذي صلة بمرض التوحد إلى التدريب المتنوع الموجود على إيضاح المفاهيم الخاطئة ودعم الموظفين وتوفير فرص جديدة للأشخاص الذين يعانون من التوحد.